# Língua saurashtra

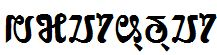
O nome da língua, na escrita saurashtra

Língua saurashtra é uma língua indo-ariana falada na Índia pelos saurashtra, sourashtra ou patnulkarar. Apesar de seu nome, não é falada na região de Saurashtra, onde hoje se usa amplamente a língua guzerate, mas sim por descendentes de populações que teriam emigrado dessa região no século XI e assentado-se no Sul da Índia, especialmente na cidade de Madurai, em Tâmil Nadu.
Apesar de filologicamente próxima ao guzerate, aproximou-se notavelmente do marata e do concani. Foi fortemente influenciada por línguas dravidianas, pegando numerosos empréstimos em seu vocabulário do tâmil, telugo e canarês.

## Escrita
Apesar de a língua saurashtra ter seu próprio alfabeto, seus falantes preferem usar línguas como o tâmil ou o inglês para a comunicação escrita. Por esta excepcionalidade, o alfabeto entrou em declínio e hoje seus falantes tendem a usar os alfabetos tâmil e latino nas raras ocasiões em que escrevem sua primeira língua.
O bloco Unicode da escrita saurashtra é U+A880–U+A8DF, e segue abaixo:
| Escrita saurashtra[1][2] Official Unicode Consortium code chart (PDF)                        |   |   |   |   |   |   |   |   |   |   |   |   |   |   |   |   |
|                                                                                              | 0 | 1 | 2 | 3 | 4 | 5 | 6 | 7 | 8 | 9 | A | B | C | D | E | F |
| U+A88x                                                                                       | ꢀ  | ꢁ  | ꢂ | ꢃ | ꢄ | ꢅ | ꢆ | ꢇ | ꢈ | ꢉ | ꢊ | ꢋ | ꢌ | ꢍ | ꢎ | ꢏ |
| U+A89x                                                                                       | ꢐ | ꢑ | ꢒ | ꢓ | ꢔ | ꢕ | ꢖ | ꢗ | ꢘ | ꢙ | ꢚ | ꢛ | ꢜ | ꢝ | ꢞ | ꢟ |
| U+A8Ax                                                                                       | ꢠ | ꢡ | ꢢ | ꢣ | ꢤ | ꢥ | ꢦ | ꢧ | ꢨ | ꢩ | ꢪ | ꢫ | ꢬ | ꢭ | ꢮ | ꢯ |
| U+A8Bx                                                                                       | ꢰ | ꢱ | ꢲ | ꢳ | ꢴ  | ꢵ  | ꢶ  | ꢷ  | ꢸ  | ꢹ  | ꢺ  | ꢻ  | ꢼ  | ꢽ  | ꢾ  | ꢿ  |
| U+A8Cx                                                                                       | ꣀ  | ꣁ  | ꣂ  | ꣃ  | ꣄  | ꣅ  |   |   |   |   |   |   |   |   | ꣎ | ꣏ |
| U+A8Dx                                                                                       | ꣐ | ꣑ | ꣒ | ꣓ | ꣔ | ꣕ | ꣖ | ꣗ | ꣘ | ꣙ |   |   |   |   |   |   |
| Notes 1.↑ Unicode 9.0 2.↑ Áreas cinza indicam pontos do Unicode não utilizados no saurashtra |   |   |   |   |   |   |   |   |   |   |   |   |   |   |   |   |

- Vogais (ajunu)
- Consoantes (opunu)
- Letras compostas (tanunu)
- Números (sańkhyo)